# Щегоцкий, Константин Васильевич
Константин (Казимир) Васильевич Щегоцкий (укр. Констянтин (Казимир) Васильович Щегоцький; 31 марта [13 апреля] 1911, Москва, Российская империя — 23 января 1989, Киев, Украинская ССР, СССР) — советский футболист и тренер, игрок сборной СССР 1930-х годов.

## Биография

### Начало игровой карьеры (1927—1935)
Коренной москвич Константин Щегоцкий (в печатных изданиях часто употреблялись варианты фамилии Шегоцкий, Щегодский), был четвёртым ребёнком в многодетной семье, рано лишился отца. Всё свободное время проводил в дворовых футбольных баталиях. С шестнадцати лет работал в хозотделе треста «Сантехстрой». В 1927—1929 годах играл за команду «Горняк», представлявшую горный институт. В 1930 году был приглашён играть за московскую «Трёхгорку», с которой стал чемпионом столицы. В 1931—1932 годах выступал за команду АМО (Автомобильное московское общество), входил в состав сборной Москвы, был кандидатом в сборную СССР.
В 1933 году Щегоцкий перешёл в киевское «Динамо». Молодой, техничный центральный нападающий сразу же стал лидером команды, в 1933—1934 годах был её капитаном, входил в тренерский совет, выполнял обязанности администратора. В том же году входил в состав сборной ПСО «Динамо», играл за сборную Киева. В 1933—1938 годах был игроком сборной УССР. Летом 1935 года в составе команды республики принимал участие в её турне по Бельгии и Франции, где во встрече с профессиональным клубом «Ред Стар» украинская команда одержала сенсационную победу 6:1, одним из голов отличился и Щегоцкий.
В 1934—1935 годах был игроком сборной СССР, в составе которой принял участие в четырёх неофициальных матчах против сборной клубов Турции. В первом из них, состоявшемся 7 августа 1934 года и закончившегося победой советской команды 2:1, отличился забитым голом. В 1935 году принимал участие в играх на первенство Киева, где выступал в составе команды УПВО (Управление пограничной и внутренней охраны).

### В чемпионатах СССР (1936—1938)
Весной 1936 года стартовал первый чемпионат СССР. Киевские динамовцы по итогам первенства заняли второе место, а Щегоцкий и Макар Гончаренко стали лучшим бомбардирами команды, забив по 4 мяча. В 1937 и 1938 годах киевляне побеждали в турнирах на Кубок УССР, а в розыгрыше Кубка СССР 1937 года дошли до 1/4 финала, что стало лучшим кубковым достижением команды в довоенный период, сам же Щегоцкий с 6 голами стал лучшим бомбардиром киевлян в турнире. В том же 1937 году принял участие в двух матчах «Динамо» против сборной Басконии, а также сыграл против басков в составе московского «Спартака» (6:2). В 1936—1938 годах был капитаном команды «Динамо» (Киев).

### Арест (1938—1939)
В августе 1938 года Щегоцкий был арестован по ложному обвинению. Два с половиной месяца находился под арестом во внутренней тюрьме НКВД, потом 12 месяцев был в Лукьяновской тюрьме Киева, в спецкорпусе для врагов народа. Подвергался жестоким пыткам и издевательствам. Следствие пыталось выбить показания в шпионаже — избивали ножкой от стула, зажимали пальцы в дубовой двери, но добиться ничего не смогли. После ареста наркома внутренних дел Николая Ежова и через некоторое время после этого объявленной амнистии, поздней осенью 1939 года, Щегоцкий вышел на свободу. С опухшими ногами, перебитыми пальцами, теряющим память вернулся в Москву. В тяжёлый период Щегоцкому оказал помощь Николай Петрович Старостин, предложивший административную должность в спортобществе «Спартак».

### Предвоенное и военное время (1940—1945)
Пройдя лечение и немного восстановившись, Щегоцкий вернулся в большой футбол. Сезон 1940 года провёл в киевском «Динамо», ни в чём не уступая своим одноклубникам как на тренировках, так и в игре. В чемпионате 1941 года сыграл 8 матчей и забил 3 мяча, выводил на поле команду с капитанской повязкой.
С началом Великой Отечественной войны работал в штабе по подготовке партизанского движения, который возглавлял замнарком внутренних дел Тимофей Строкач, потом был инструктором военно-физической подготовки четвёртого отряда военизированной пожарной охраны на Никольской слободке. Вскоре был приказ покинуть Киев. Щегоцкий с отрядом присоединился к войсковой колонне, которая попала под бомбардировку фашистской авиации. Выжившие разрозненными группами выбирались из окружения. Лишь через 67 дней скитаний Щегоцкий вышел к своим войскам, после чего получил назначение в город Купянск на должность старшего инструктора военно-физической подготовки харьковского отдела пожарной охраны. Дальше был направлен в Казань, где играл за местное «Динамо». В 1943—1945 годах находился в Узбекистане, выступал за ташкентское «Динамо». В 1944 году стал победителем Спартакиады республик Средней Азии и Казахстана.

### Тренерская карьера
Вернувшись осенью 1945 года на Украину, был играющим старшим тренером команды «Пищевик» (Одесса). Затем возвратился в Киев, где работал помощником тренера Михаила Бутусова. В 1948 году возглавил команду, но существенно улучшить результаты не смог и в конце июля его сменил Михаил Сушков.
С 1949 по 1957 годы тренировал коллективы КФК Киева — «Спартак» и «Торпедо». В 1957 году возглавил незадолго до этого созданную команду «Колхозник» Ровно. В 1958 году в Виннице решено было создать команду общества «Локомотив». Возглавить новый коллектив было поручено Антону Идзковскому и Константину Щегоцкому. Вскоре Идзковский вернулся в Киев, а после окончания первого круга, оставив команду своему помощнику Виктору Жилину, отбыл в Киев и Щегоцкий.
В сентябре 1959 года Щегоцкий возглавил «Шахтёр» Сталино, прочно закрепившийся среди аутсайдеров в классе «А». От вылета в низший дивизион горнякам спастись удалось, но и в следующем сезоне существенного прогресса в турнирном положении команды тренеру добиться не удалось, и в июне 1960 года Щегоцкого сменил Олег Ошенков.
В августе 1960 года тренер возглавил николаевский «Судостроитель», который находился на 3 месте в турнирной таблице. С новым тренером команда победила в первой зоне УССР класса «Б», но в финальных матчах за звание чемпиона республики уступила запорожскому «Металлургу». В 1966 году Щегоцкий тренировал команду «Горынь» Ровно.

## Съёмки в кино
В 1936 году киевское «Динамо» приняло участие в съёмках фильма «Вратарь» по мотивам книги Льва Кассиля «Вратарь республики», который вышел на экраны в 1937 году. Константин Щегоцкий сыграл в фильме небольшую роль капитана команды «Чёрных буйволов».

## Орденоносец
22 июля 1937 года Щегоцкий за вклад в развитие спорта и в связи с 20-летием физкультурного движения в СССР был награждён орденом «Знак Почёта», став первым орденоносцем в истории киевского «Динамо». Награда капитану динамовцев вручалась в торжественной обстановке Михаилом Калининым в Кремле, вместе с другими выдающимися орденоносцами — маршалом Блюхером, академиком Филатовым, скульптором Мухиной.

## Статистика

### Матчи за сборную СССР
| № | Дата            | Матч                           | Счёт  | Голы | Статус матча                                  |
| - | --------------- | ------------------------------ | ----- | ---- | --------------------------------------------- |
| 1 | 2 сентября 1933 | Сборная Ленинграда — СССР      | 3 : 4 | —    | Неофициальный товарищеский матч               |
| 2 | 20 июля 1934    | СССР — Динамо (Ростов-на-Дону) | 9 : 1 | 2    | Неофициальный товарищеский матч               |
| 3 | 29 июля 1934    | СССР — Сборная Днепропетровска | 5 : 0 | —    | Неофициальный товарищеский матч               |
| 4 | 7 августа 1934  | СССР — Турция                  | 2 : 1 | 1    | Неофициальный международный товарищеский матч |
| 5 | 15 октября 1935 | Турция — СССР                  | 2 : 2 | —    | Неофициальный международный товарищеский матч |
| 6 | 25 октября 1935 | Турия — СССР                   | 1 : 2 | —    | Неофициальный международный товарищеский матч |
| 7 | 27 октября 1935 | Турция — СССР                  | 3 : 3 | —    | Неофициальный международный товарищеский матч |
| 8 | 8 ноября 1935   | СССР — Сборная Одессы          | 0 : 0 | —    | Неофициальный товарищеский матч               |

## Достижения
- Серебряный призёр чемпионата СССР: (1936)
- Бронзовый призёр чемпионата СССР: (1937)
- Чемпион Украинской ССР: (1936)
- Обладатель Кубка Украинской ССР: (1937)
- Чемпион Спартакиады народов Средней Азии и Казахстана: (1944)
- Чемпион Москвы: (1930, весна)
- Серебряный призёр ПСО «Динамо»: (1933)
- В списках «33 лучших» в СССР: (№ 2—1933)